# سلوك (هشترود)
سلوك هي قرية في مقاطعة هشترود، إيران. عدد سكان هذه القرية هو 630 في سنة 2006.